# NGC 1613
NGC 1613 (również PGC 15518) – galaktyka spiralna (S0-a), znajdująca się w gwiazdozbiorze Erydanu. Odkrył ją Édouard Jean-Marie Stephan 21 grudnia 1881 roku.